# Tina Majorino
Albertina Marie 'Tina' Majorino (Los Angeles, 7 februari 1985) is een Amerikaans actrice en voormalig kindster. Ze speelde van september 1992 tot en met februari 1993 Sophie Wilder in negentien afleveringen van de komedieserie Camp Wilder en was negen toen de tragikomedie When a Man Loves a Woman in première ging, waarin ze haar filmdebuut maakte.
Na haar filmdebuut was Majorino een paar jaar in verschillende films te zien, maar leek ze na 1997 uit beeld te verdwijnen. Ze werd in 1999 nog wel genomineerd werd voor een YoungStar Award voor haar titelrol in een televisiefilmversie van Alice in Wonderland, maar daarna werd het jaren stil rond haar. Toen Napoleon Dynamite verscheen in 2004 was Majorino voor het eerst sinds vijf jaar tijd in een film te zien, voor het eerst in zeven jaar in een bioscoopfilm. Als vriendinnetje van het hoofd- en titelpersonage maakte ze daarmee wel direct een comeback, want Napoleon Dynamite groeide uit tot een cultfilm. Een paar maanden na de première werd Majorino opnieuw gecast als wederkerend personage in een televisieserie, deze keer als computerfanaat Cindy 'Mac' Mackenzie in Veronica Mars. Rollen in verschillende films en televisieseries bleven daarop volgen.

## Filmografie
*Exclusief televisiefilms
- Veronica Mars (2014)
- Should've Been Romeo (2012)
- What We Do Is Secret (2007)
- Think Tank (2006)
- Napoleon Dynamite (2004)
- Alice in Wonderland (1999)
- Before women had wings (1997)
- Santa Fe (1997)
- Waterworld (1995)
- Andre (1994)
- Corrina, Corrina (1994)
- When a Man Loves a Woman (1994)

## Televisieseries
*Exclusief eenmalige rollen
- Scorpion - Florence "Flo" Tipton (2017-2018, 9 afleveringen)
- Legends - Maggie Harris (2014, 10 afleveringen)
- Grey's Anatomy - Dr. Heather Brooks (2012-2013, 22 afleveringen)
- The Deep End - Addy Fisher (2010, zeven afleveringen)
- Big Love - Heather Tuttle (2006-2010, negentien afleveringen)
- Veronica Mars - Cindy 'Mac' Mackenzie (2004-2007, 34 afleveringen)
- Camp Wilder - Sophie Wilder (1992-1993, negentien afleveringen)

- Biblioteca Nacional de España: XX1174473
- Bibliothèque nationale de France: cb14202246d (data)
- Gemeinsame Normdatei: 135155592
- International Standard Name Identifier: 0000 0001 1487 142X
- Library of Congress Control Number: no2001040632
- Nationale Bibliotheek van Tsjechië: xx0098537
- Nationale bibliotheek van Australië: 35561228
- Nationale Bibliotheek van Polen: a0000001880147
- SNAC: w6794rb6
- Trove: 996366
- Virtual International Authority File: 2681694
- WorldCat: E39PBJgCK8QxgTqvbdPqvRTWDq